# Bezons
Bezons é uma comuna francesa, situada no departamento de Val-d'Oise na região de Île-de-France.

## Toponímia
Bisunciae, Bezons no século XV, Bezunz. 
Sob os merovíngios, se cunhava moedas em Bezons, e talvez seu nome derive disso.

## História

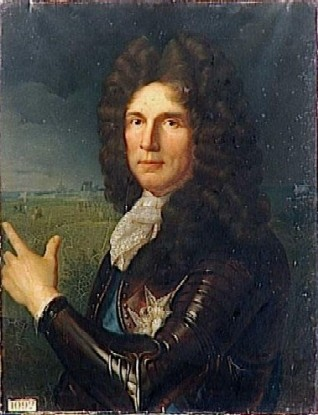
O Marechal de Bezons (1646-1733).

### Da Alta Idade Média ao Renascimento
Em 1470, Bezons contava doze casas habitadas por camponeses, como evidenciado pela consagração em 1507 da igreja dedicada a são Fiacre, santo padroeiro dos jardineiros.
Em 1580, Marie Chanterel, senhora de Bezons, casou-se com Claude Bazin, um médico de Champanhe. O casal está na origem da família Bazin de Bezons enobrecida pela regente Maria de Médici em 1611.